# Drogo van Champagne
Drogo van Champagne (670 - 708) was een zoon van Pepijn van Herstal en Plectrudis. 
In 690 werd hij door zijn vader op twintigjare leeftijd tot hertog van Champagne benoemd. In 697 werd hij na de dood van Nordebert tevens tot hertog van Bourgondië benoemd. Hij werd in 695 de laatste van de hofmeiers van Bourgondië. 
Hij trouwde met Anstrude, de dochter van Ansflede en Waratton, de voormalige hofmeier van Neustrië en Bourgondië, en ook de weduwe van de hofmeier Berthar. Het echtpaar kreeg vier zonen: 
- Hugo (gestorven 730), abdij van Fontenelle en Jumièges, aartsbisschop van Rouen en Aartsbisdom Parijs en Bayeux
- Arnulf (ca.690 - ca.721), hertog van Champagne
- Godfried (Gottfried, Godefroid)
- Pepijn

Drogo stierf eerder dan zijn vader. Zijn tweede zoon erfde het hertogdom Champagne, terwijl zijn oudste zoon Hugo intrad in een klooster. Drogo ligt begraven in Metz in de Saint-Pierre-aux-Nonnains.